# قطعنامه ۵۶۷ شورای امنیت
قطعنامه ۵۶۷ شورای امنیت سازمان ملل متحد که در تاریخ ۲۰ ژوئن ۱۹۸۵ تصویب شد، سندی بین‌المللی دربارهٔ آنگولا-آفریقای جنوبی است. این قطعنامه طی نشست ۲۵۹۷ام با ۱۵ موافق، ۰ مخالف و ۰ ممتنع تصویب شد.